# Edward Hopper
Edward Hopper (Nyack, 22 de julho de 1882 — 15 de maio de 1967) foi um pintor, artista gráfico e ilustrador norte-americano conhecido por suas misteriosas pinturas de representações realistas da solidão na contemporaneidade. Em ambos os cenários urbanos e rurais, as suas representações de reposição fielmente recriadas reflecte a sua visão pessoal da vida moderna americana.

## Vida
Nascido no estado de Nova Iorque, Hopper estudou design gráfico, ilustração e pintura na cidade de Nova Iorque. Um dos seus professores, o artista Robert Henri, encorajava os seus estudantes a usar as suas artes para "fazer um movimento no mundo". Henri, uma influência para Hopper, motivou estudantes a fazerem descrições realistas da vida urbana. Os estudantes de Henri, muitos dos quais desenvolveram-se artistas importantes, tornaram-se conhecidos como Escola Ashcan de arte norte-americana.
Ao completar a sua educação formal, Hopper fez três viagens pela Europa para estudar a cena emergente de arte europeia, mas diferente de muitos dos seus contemporâneos que imitavam as experiências abstratas do cubismo, o idealismo dos pintores realistas ressonou com Hopper, logo projetou os reflexos da influência realista.
Enquanto trabalhava, por vários anos, como artista comercial, Hopper continuou pintando. Em 1925 produziu Casa à beira dos trilhos, um trabalho clássico que marcou sua maturidade artística. A obra é a primeira de uma série da cena totalmente urbana e rural de linhas finas e formas largas, feita com uma iluminação incomum para capturar a solidão que marca sua obra. Ele trouxe o seu tema das características comuns da vida norteamericana - estações de gasolina, hotéis, ferrovia, ou uma rua vazia.
Hopper continuou pintando na sua velhice, dividindo o seu tempo entre a Cidade de Nova Iorque e Truro, Massachusetts. Morreu em 1967, no seu estúdio próximo ao Washington Square Park, na Cidade de Nova Iorque. Sua esposa, a pintora Josephine Nivison, que morreu dez meses depois que Hopper, doou o seu trabalho ao Whitney Museum of American Art. Outros trabalhos importantes de Hopper estão no Museu de Arte Moderna de Nova Iorque, no The Des Moines Art Center, e no Instituto de Arte de Chicago.

## A Obra de Edward Hopper
Realista imaginativo, esse artista retratou com subjetividade a solidão urbana e a estagnação do homem causando ao observador um impacto psicológico. A obra de Hopper sofreu forte influência dos estudos psicológicos de Freud e da teoria intuicionista de Bergson, que buscavam uma compreensão subjetiva do homem e de seus problemas. O tema das pinturas de Hopper são as paisagens urbanas, porém, desertas, melancólicas e iluminadas por uma luz estranha. "Os edifícios, geralmente enormes e vazios, assumem um aspecto inquietante e a cena parece ser dominada por um silêncio perturbador". Obras de estilo realista imaginativo. Arte individualista, embora com temas identificados aos da Ashcan School. Expressão de solidão, vazio, desolação e estagnação da vida humana, expresso pelas figuras anônimas que jamais se comunicam. Pinturas que evocam silêncio, reserva, com um tratamento suave, exercendo frequentemente forte impacto psicológico. Semelhança com a pintura metafísica.

## Trabalhos
A melhor pintura conhecida de Hopper, NighthawksNighthawks (Aves da Noite) (1942), mostra clientes sentados em um balcão de um restaurante. O severo jogo de luz do restaurante mostra a noite pacífica do lado de fora. Os clientes, sentados nos tamboretes ao redor do balcão, aparecem isolados, ou até mesmo detestáveis.
Outros exemplos são Chop Suey, Automat e Office in a Small City.
As cenas rurais da Nova Inglaterra de Hopper, como Gasolina (pintura) (1940), não são menos significantes. Em termos de tema, ele pode ser comparado ao contemporâneo, Norman Rockwell, mas enquanto Rockell triunfou na imagem rica de uma pequena cidade dos Estados Unidos, Hopper descreve isto na mesma sensação de solidão abandonada que penetra seu retrato da vida na cidade. Aqui também, o trabalho de Hopper explora vastos espaços vazios, representados por um posto de gasolina perdido montou uma estrada rural vazia e a forma contrasta entre a luz natural do céu, moderado pela floresta exuberante, e a claridade de luz artificial vindo de dentro do posto de gasolina.

### Trabalhos Seleccionados
Óleo sobre tela excepto quando indicado:
| Titulo                                | Data      | Colecção                                         | Temas                                             | Fotografia        |
| ------------------------------------- | --------- | ------------------------------------------------ | ------------------------------------------------- | ----------------- |
| Painter and Model                     | 1902–1904 | Whitney Museum of American Art                   | pintor, mulher, nudez                             |                   |
| Bridge in Paris                       | 1906      | Whitney Museum of American Art                   | Paris, ponte                                      |                   |
| Le Pont des Arts                      | 1907      | Whitney Museum of American Art                   | Sena, ponte, Louvre                               |                   |
| Après-midi de juin                    | 1907      | Whitney Museum of American Art                   | Louvre, Sena, ponte                               |                   |
| Les lavoirs à Pont Royal              | 1907      | Whitney Museum of American Art                   | Sena, lavador, ponte                              |                   |
| Louvre and Boat Landing               | 1907      | Whitney Museum of American Art                   | Louvre, Sena, cais                                |                   |
| The El Station                        | 1908      | Whitney Museum of American Art                   | estação, pistas                                   |                   |
| Summer Interior                       | 1909      | Whitney Museum of American Art                   | mulher, quarto, cama, nudez                       |                   |
| The Louvre in a Thunderstorm          | 1909      | Whitney Museum of American Art                   | Louvre, Sena, ponte, barcos                       |                   |
| Le Pont Royal                         | 1909      | Whitney Museum of American Art                   | Louvre, Sena, ponte                               |                   |
| Le Quai des Grands Augustins          | 1909      | Whitney Museum of American Art                   | ponte, rua, edifício                              |                   |
| Le pavillon de Flore                  | 1909      | Whitney Museum of American Art                   | Louvre, Sena                                      |                   |
| The Wine Shop                         | 1909      | Whitney Museum of American Art                   | bistro, ponte, casal                              |                   |
| American Village                      | 1912      | Whitney Museum of American Art                   | rua, casa, automóvel                              |                   |
| Squam Light                           | 1912      |                                                  | farol, casa, barcos                               |                   |
| Queensborough Bridge                  | 1913      | Whitney Museum of American Art                   | Nova Iorque, ponte                                |                   |
| Soir bleu                             | 1914      | Whitney Museum of American Art                   | palhaço, casal, mulher, cigarros                  |                   |
| Road in Maine                         | 1914      | Whitney Museum of American Art                   | Maine, natureza, estrada                          |                   |
| Blackhead, Monhegan                   | 1916–1919 | Whitney Museum of American Art                   | Maine, paisagem, mar                              |                   |
| Night on the El Train (gravura)       | 1918      | colecção privada                                 | interior de carruagem, casal romantico            |                   |
| Stairways                             | 1919      | Whitney Museum of American Art                   | escadas, porta, madeira                           |                   |
| The El Station (gravura)              | 1919–1923 | Whitney Museum of American Art                   | casal, estação de comboios                        |                   |
| House Tops (gravura)                  | 1921      | Whitney Museum of American Art                   | carruagem, mulher, telhados                       |                   |
| Night Shadows (gravura)               | 1921      | Museum of Modern Art                             | homem, rua, noite, edificio                       |                   |
| The New York Restaurant               | c. 1922   | Muskegon Art Museum Michigan                     | restaurante, casal, mulher                        |                   |
| Railroad Crossing                     | 1922–1923 | Whitney Museum of American Art                   | carris, estrada, casa, madeira                    |                   |
| The Mansard Roof (tinta de água)      | 1923      | Brooklyn Museum                                  | casa, arvores                                     |                   |
| The Locomotive (gravura)              | 1923      | Hirschl & Adler                                  | carris, homens, tunel                             |                   |
| House by the Railroad                 | 1925      | Museum of Modern Art                             | carris, casa                                      |                   |
| Self-Portrait                         | 1925–1930 | Whitney Museum of American Art                   | auto-retrato                                      |                   |
| Sunday                                | 1926      | Phillips Collection Washington, D.C.             | homem, rua, edificio                              |                   |
| Drug Store                            | 1927      | Museum of Fine Arts, Boston                      | farmácia, noite, rua                              |                   |
| Lighthouse Hill                       | 1927      | Dallas Museum of Art                             | farol, casa, colina                               |                   |
| Coast Guard Station                   | 1927      | Montclair Art Museum                             | casa                                              |                   |
| Automat                               | 1927      | Des Moines Art Center                            | mulher, café, janela, noite, fruta, radiador      |                   |
| The City                              | 1927      | University of Arizona Museum of Art              | cidade, ruas, edificios                           |                   |
| Night Windows                         | 1928      | Museum of Modern Art                             | night, window, mulher, edificio                   |                   |
| Manhattan Bridge Loop                 | 1928      | Addison Gallery of American Art                  | Nova Iorque, carris, poste de iluminação          |                   |
| From Williamsburg Bridge              | 1928      | Metropolitan Museum of Art                       | cortiços, ponte                                   |                   |
| Railroad Sunset                       | 1929      | Whitney Museum of American Art                   | carris, paisagem, crepúsculo                      |                   |
| The Lighthouse at Two Lights          | 1929      | Metropolitan Museum of Art                       | farol, casa                                       |                   |
| Chop Suey                             | 1929      | Barney A. Ebsworth Collection                    | café, mulher, casal, janela, sinal                |                   |
| Early Sunday Morning                  | 1930      | Whitney Museum of American Art                   | rua, edifícios, mobiliário urbano                 |                   |
| Tables for Ladies                     | 1930      | Metropolitan Museum of Art                       | restaurante, mulher, casal, frutas                |                   |
| Corn Hill (Truro, Cabo Cod)           | 1930      | McNay Art Institute, San Antonio                 | casas, colinas                                    |                   |
| House in Provincetown (tinta de água) | 1930      | University of Oklahoma Museum of Art             | casas, rua                                        |                   |
| Cobb's Barns, South Truro             | 1930–1933 | Whitney Museum of American Art                   | celeiro, paisagem, colinas                        |                   |
| New York, New Haven and Hartford      | 1931      | Indianapolis Museum of Art                       | carris, casas, árvores                            |                   |
| Hotel Room                            | 1931      | Fondation Thyssen-Bornemisza                     | hotel, quarto, cama, mulher, leitura              |                   |
| Dauphinée House                       | 1932      | ACA Galleries                                    | carris, casa                                      |                   |
| Room in New York                      | 1932      | Sheldon Memorial Art Gallery                     | hotel, casal, leitura, mesa                       |                   |
| House at Dusk                         | 1935      | Virginia Museum of Fine Arts                     | edifício, mulher, árvores, escadas, mar           |                   |
| The Long Leg                          | 1935      | The Huntington Library Collection                | barco, mar, dunas, farol                          |                   |
| Macomb's Dam Bridge                   | 1935      | Brooklyn Museum                                  | ponte, rio, cidade, edifícios                     |                   |
| The Circle Theater                    | 1936      | colecção privada                                 | teatro, rua, edifício, mobiliário de rua          |                   |
| Jo Painting                           | 1936      | Whitney Museum of American Art                   | Jo Hopper                                         |                   |
| Cape Cod Afternoon                    | 1936      | Museum of Art, Carnegie Institute                | Cabo Cod, casas                                   |                   |
| The Sheridan Theater                  | 1937      | Newark Museum                                    | teatro, mulher                                    |                   |
| White River at Sharon                 | 1937      | National Museum of American Art                  | rio, arvores                                      |                   |
| Mouth of Pamet River—Fall Tide        | 1937      | Colecção de Thelma Z. e Melvin Lenkin            | rio Pamet, casa                                   |                   |
| Compartiment C, Car 193               | 1938      | IBM Corporation Collection                       | comboio, mulher, leitura, ponte                   |                   |
| Bridle Path                           | 1939      | San Francisco Museum of Modern Art               | cavalos e cavaleiros, tunel                       |                   |
| New York Movie                        | 1939      | Museum of Modern Art                             | Nova Iorque, cinema, mulher, escada               |                   |
| Cape Cod Evening                      | 1939      | National Gallery of Art, Washington, D.C.        | Cabo Cod, casal, cão, casa, mata                  |                   |
| Ground Swell                          | 1939      | Corcoran Gallery of Art                          | barco, mar mulher, homem                          |                   |
| Gas                                   | 1940      | Museum of Modern Art                             | gasolineira, homem, mata, estrada                 |                   |
| Office at Night                       | 1940      | Walker Art Center (Minneapolis)                  | secretária, mulher, homem, janela                 |                   |
| The Lee Shore                         | 1941      | Colecção privada                                 | mar, barcos, casa                                 |                   |
| Nighthawks                            | 1942      | Art Institute of Chicago                         | bar, mulher, homem, noite, rua                    |                   |
| Dawn in Pennsylvania                  |           | Terra Foundation for American Art, Chicago       | carris, comboio, edificio                         | [ligação inativa] |
| Hotel Lobby                           | 1943      | Indianapolis Museum of Art                       | hotel, casal, mulher, leitura                     |                   |
| Summertime                            | 1943      | Delaware Art Museum                              | mulher, edifício, janelas                         |                   |
| Solitude                              | 1944      | colecção privada                                 | casa, matas, estrada                              |                   |
| Morning in a City                     | 1944      | Williams College Museum of Art                   | mulher, nudez, quarto, cama, janela, cidade       |                   |
| Rooms for Tourists                    | 1945      | Yale University Art Gallery                      | casa, noite                                       |                   |
| August in the City                    | 1945      | Norton Gallery of Art West Palm Beach            | casa, matas                                       |                   |
| Jo in Wyoming                         | 1946      | Whitney Museum of American Art                   | Josephine Hopper, interior de automovel           |                   |
| Approaching a City                    | 1946      | The Phillips Collection                          | carris, túnel, edificios                          |                   |
| El Palacio                            | 1946      | Whitney Museum of American Art                   | teatro, edifícios, telhados                       |                   |
| Summer Evening                        | 1947      | colecção privada                                 | casal, noite, casa, telheiro                      |                   |
| Pennsylvania Coal Town                | 1947      | Butler Institute of American Art, Youngstown OH  | casa, escada, homem                               |                   |
| Seven AM                              | 1948      | Whitney Museum of American Art                   | manhã, matas, casa                                |                   |
| High Noon                             | 1949      | Dayton Art Institute                             | casa, mulher                                      |                   |
| Conference at Night                   | 1949      | Wichita Art Museum                               | mulher, homem, janela, noite                      |                   |
| Stairway                              | 1949      | Whitney Museum of American Art                   | escada, porta aberta                              |                   |
| Cape Cod Morning                      | 1950      | National Museum of American Art                  | Cabo Cod, mulher, casa, matas                     |                   |
| Rooms by the Sea                      | 1951      | Yale University Art Gallery                      | quartos, mar, porta                               |                   |
| First Row Orchestra                   | 1951      | Hirshhorn Museum and Sculpture Garden            | teatro, mulher, homem                             |                   |
| Morning Sun                           | 1952      | Columbus Museum of Art                           | woman, room, bed, janela, cidade                  |                   |
| Hotel by a Railroad                   | 1952      | Hirshhorn Museum and Sculpture Garden            | quarto, casal, janela, cidade, leitura            |                   |
| Sea Watchers                          | 1952      | colecção privada                                 | casal, mar, casa, vento                           |                   |
| Office in a Small City                | 1953      | Metropolitan Museum of Art                       | secretária, homem, janela, edificio               |                   |
| City Sunlight                         | 1954      | Hirshhorn Museum                                 | mulher, quarto, luz solar                         |                   |
| South Carolina Morning                | 1955      | Whitney Museum of American Art                   | mulher, casa                                      |                   |
| Hotel Window                          | 1956      | The Forbes Magazine Collection                   | hotel, janela, mulher, cidade                     |                   |
| Four Lane Road                        | 1956      | colecção privada                                 | casal, estação de serviço, estrada, mata, cadeira |                   |
| Sunlight on Brownstones               | 1956      | Brooklyn Museum                                  | casal, pedras, floresta                           |                   |
| Western Motel                         | 1957      | Yale University Art Gallery                      | hotel, carro, paisagem, mulher                    |                   |
| Sunlight in a Cafeteria               | 1958      | Yale University Art Gallery                      | café, mulher, homem, janela, rua                  |                   |
| Excursion into Philosophy             | 1959      | colecção privada                                 | casal, quarto janela, livro                       |                   |
| Second Story Sunlight                 | 1960      | Whitney Museum of American Art                   | casal, leitura, casa, matas                       |                   |
| People in the Sun                     | 1960      | National Museum of American Art Washington, D.C. | paisagem, leitura, homens, mulher, estrada, sol   |                   |
| A Woman in the Sun                    | 1961      | Whitney Museum of American Art                   | mulher, nudez, janela, cama, paisagem             |                   |
| New York Office                       | 1962      | Montgomery Museum of Fine Arts                   | Nova iorque, secretária, mulher, janela           |                   |
| Intermission                          | 1963      | colecção privada                                 | mulher, cadeirão                                  |                   |
| Sun in an Empty Room                  | 1963      | colecção privada                                 | quarto, janela, matas                             |                   |
| Chair Car                             | 1965      | colecção privada                                 | mulher, leitura                                   |                   |
| Two Comedians                         | 1965      | colecção privada                                 | casal, trajes, teatro                             |                   |

## Galeria

### Locais

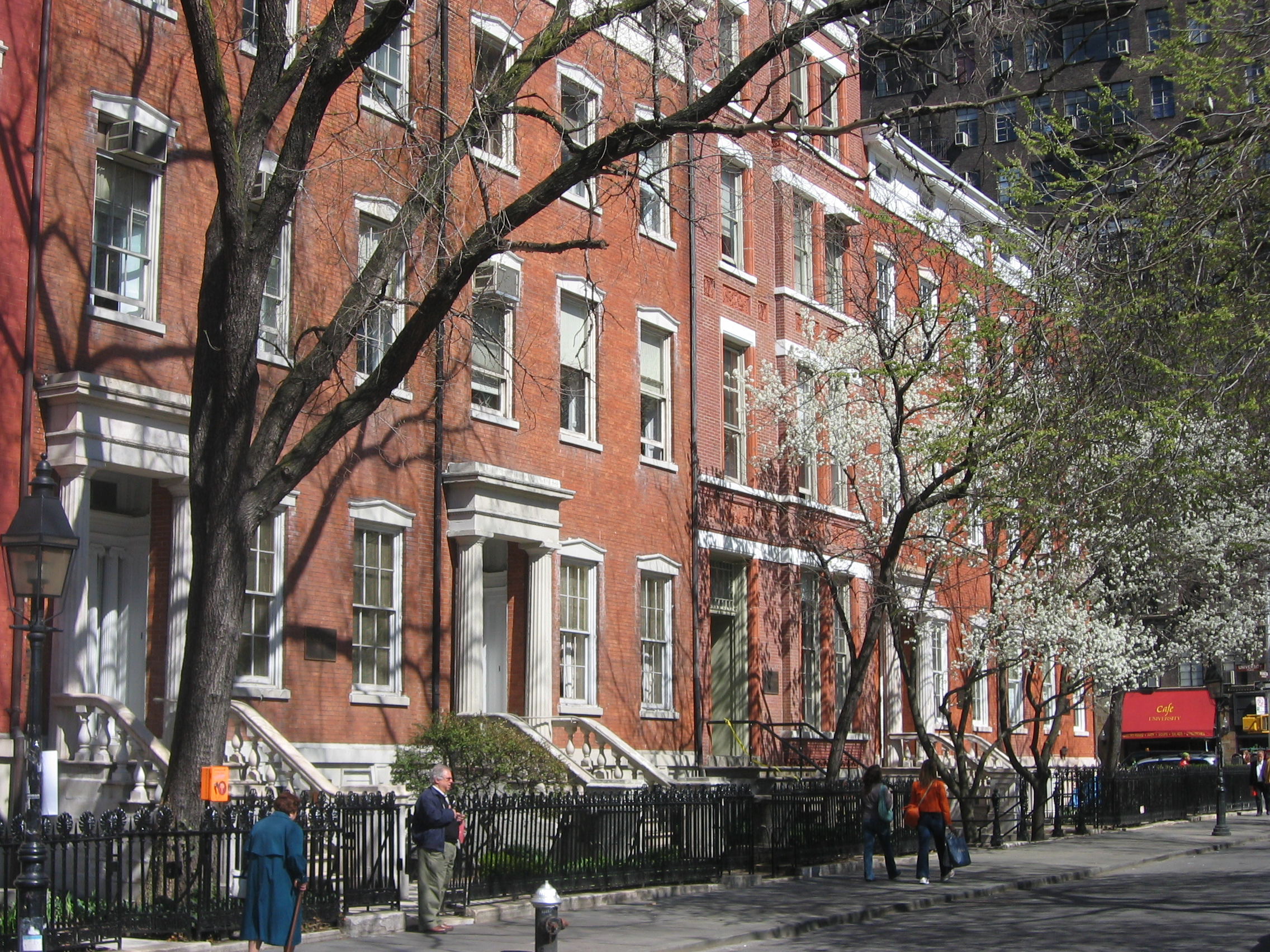
Washington Square North (Nova Iorque) onde Hopper tinha um escritório e um "atelier".
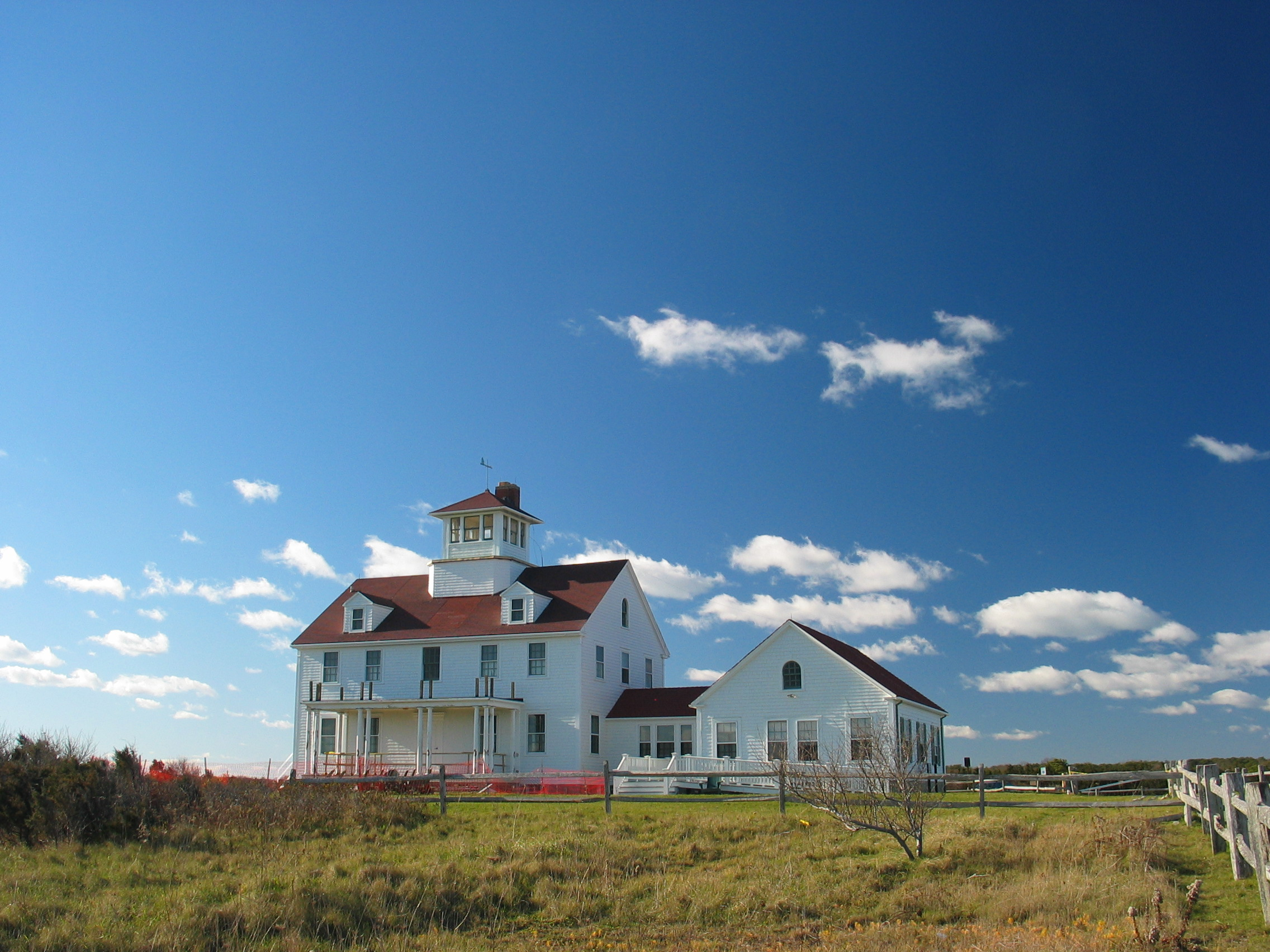
Casa em Cabo Cod, onde Hopper passou alguns Verões, a lembrar uma pintura de 1927: "Coast Guard Station".
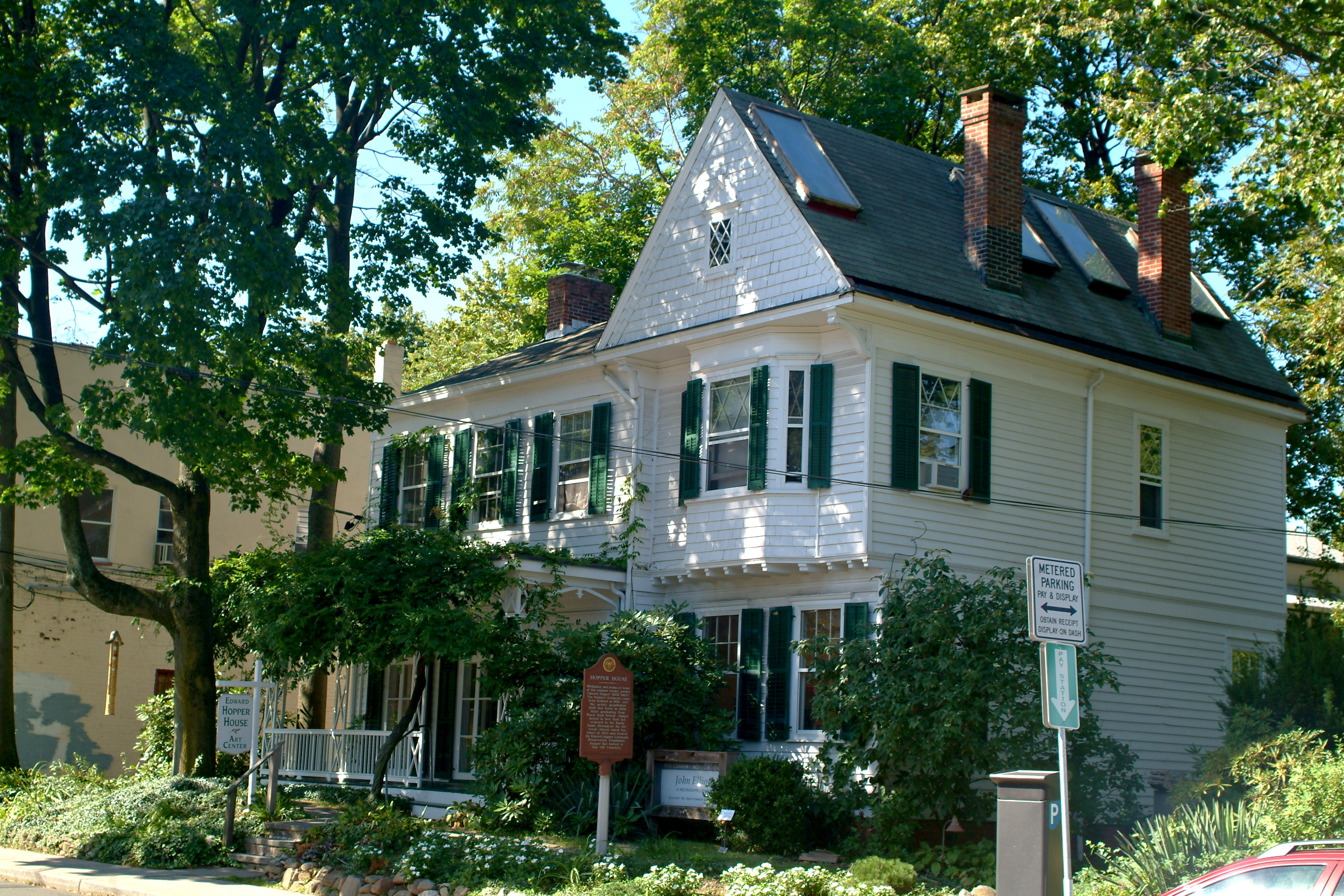
Local de nascimento de Hopper em Nyack, Nova Iorque.

### Auto-Retratos

1925-30

### Algumas Obras

"Automat" (1927).
"Nighthawks"(1942). É considerada a obra mais famosa de Hopper, assim como uma das mais reconhecidas da arte americana. Está actualmente na colecção do Art Institute of Chicago.

## Prêmios
- 1919: primeiro prémio, de um concurso nacional da United States Shipping Board Emergency Fleet.
- 1923: Prémio Logen por Chicago Society of Etchers.
- 1955: Medalha de Ouro por pintar na National Institute of Arts and Letters.
- 1960: Distinção da Art in America.

## Exposições
Em 2004, uma grande seleção de pinturas de Hopper viajou pela Europa, visitando Colônia, na Alemanha e o Tate modern em Londres. A exposição no Tate se tornou a segunda mais popular na galeria de história, com 420 mil visitantes nos três meses que ficou aberta.
Em 2006, para comemorar os 75 anos o Whitney Museum ocupou todo o seu quinto com uma exposição de Hopper, ficando aberta do dia 6 de julho ao dia 3 de dezembro. Estão na amostra pinturas do período em que Hopper viveu em Paris, e também seus famosos quadros sobre a solidão e a desesperança estadunidense, como Cinema em NY e Manhã de domingo.

## Influência
A influência de Hopper no mundo da arte e da cultura pop é inegável. Homenagens a Aves da Noite caracterizando personagens de desenho animado ou ícones famosos da cultura pop como James Dean e Marilyn Monroe são freqüentemente encontrados em lojas de quadros e de presentes. Apesar disso, muito de suas pinturas também se baseda na sua esposa como modelo para as figuras femininas.
As composições cinematográficos de Hopper e seu uso dramático de luzes e escuridão também fez dele o favorito entre os cineastas. Por exemplo, diz-se Casa ao lado da ferrovia influenciou levemente a casa no filme Psycho de Alfred Hitchcock. A mesma pintura também é citada como sendo uma influência na casa de Terrence Malick no filme Cinzas do paraíso.
Em 2004 o guitarrista britânico John Squire lançou um álbum conceitual baseado na trabalho de Hopper intitulado Marshall's House. Cada música do álbum foi inspirada por, e compartilhado o título, com uma pintura de Hopper.
A influência de Hopper alcançou até mesmo as animações japonesas na série Texhnolyze, sendo usado como base do mundo superficial da série.